# Новатор (Вологодская область)
Нова́тор — посёлок в Великоустюгском районе Вологодской области, центр Самотовинского сельского поселения и Самотовинского сельсовета. 
Расположен к западу от автодороги А123, на правом берегу Сухоны в 7 км по автодороге до районного центра Великого Устюга. Ближайшие населённые пункты — Сычугово, Сывороткино, Меденицыно.
По переписи 2002 года население — 2767 человек (1271 мужчина, 1496 женщин). Преобладающая национальность — русские (99 %).